# 서브록

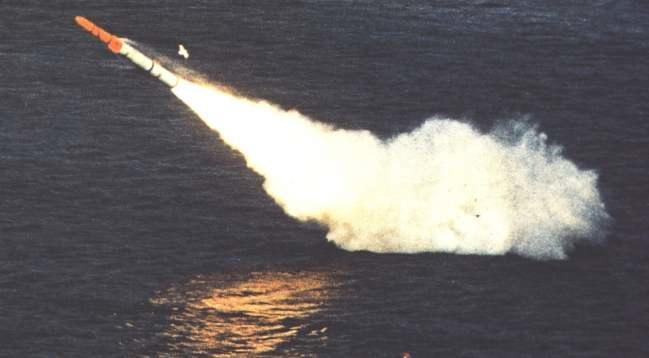

서브록(UUM-44 SUBROC, SUBmarine ROCket) 미 해군이 대잠 무기로 배치한 일종의 잠수함 발사 로켓이었다. 핵폭탄으로 구성된 250킬로톤의 열핵탄두를 탑재했다.

## 개발
서브록은 잠수함 전쟁에 관한 1956년 여름 연구인 노브스카 계획(Project Nobska)에서 구현하도록 권장된 여러 무기 중 하나였다. 개발은 1958년에 시작되어 1963년에 기술 평가가 완료되었다. 서브록은 1964년 공격용 잠수함 Permit을 타고 IOC(Initial Operation Capability)에 도달했다. 서브록이 IOC에 도달했을 때, 무기 조달을 담당한 미 해군 제독은 서브록이 "… 폴라리스보다 더 어려운 기술적인 문제이다."라고 언급했다.

## 운영
서브록은 21인치 잠수함 어뢰 발사관에서 발사될 수 있다. 발사 후 고체 연료 로켓 모터가 발사되고 서브록이 수면으로 올라갔다. 그런 다음 발사 각도가 변경되고 서브록은 미리 결정된 탄도 궤적을 따라 목적지로 비행했다. 궤적상 미리 정해진 시간에 재진입체(탄두 탑재)가 고체연료 모터에서 분리된다. 250킬로톤의 W55 핵 깊이 폭탄이 물 속으로 떨어졌고 빠르게 가라앉아 목표 근처에서 폭발했다. 직접적인 타격은 필요하지 않았다.
W55는 직경 35cm(14인치), 길이 1m(39인치), 무게 213kg(470lb)이었다. 일부 소식통은 W55가 1958년 7월 22일 하드택 I 올리브(Hardtack I Olive) 핵 실험에서 테스트된 실험용 폭탄에서 진화했다고 이야기한다. 이 폭탄은 202킬로톤으로 추정되는 완전한 2단계 생산량을 가졌다.
서브록의 전술적 용도는 공습을 요청하여 진수한 잠수함의 위치를 배반하지 않고는 다른 어떤 무기로도 공격할 수 없는 시급한 잠수함 표적을 위한 긴급 공격용 장거리 무기이며 표적이 너무 잠수함에서 발사된 어뢰로 빠르게 공격할 수 있다. 서브록의 전술적 근거는 ASROC 또는 이카라와 유사했다. 또다른 이점은 탄두 생산량이 회피 기동을 비현실적으로 만드는 것처럼 보이지만 표적에 대한 SUBROC의 접근이 회피 조치를 취하기 위해 제 시간에 표적에 의해 감지되지 않는다는 것이다. 그러나 서브록은 이카라 또는 ASROC보다 사용에 있어 유연성이 떨어졌다. 유일한 페이로드가 핵탄두였기 때문에 재래식(즉, 비핵) 교전에서 원거리 사격을 제공하는 데 사용할 수 없었다.
서브록의 생산은 1968년에 종료되었다. 서브록은 전투에 사용되지 않았으며 285개의 모든 W55 탄두는 냉전 종식 후 1990년에 폐기되었다. 핵탄두는 무기의 필수적인 부분이었기 때문에 서브록은 다른 해군에 수출될 수 없었고, 다른 이중 키 핵무기를 공급하기 위한 잘 확립된 협정에 따라 다른 NATO 동맹국에 어떤 것이 공급되었다는 증거도 없다. 1980년 계획된 후계기인 UUM-125 시랜스(Sea Lance)가 승인되었다. 1982년 보잉사가 계약을 체결했다. 시스템과 W89 탄두는 냉전 종식과 함께 1990년에 취소되었다.

## 같이 보기
- RUR-5 ASROC
- RUM-139 VL-ASROC
- 이카라 (미사일)
- 핵무기 목록